# Bierbaumsmühle
Die Bierbaumsmühle ist eine ehemalige Mühle, die zum ehemaligen Ortsteil Groß Heere in der Gemeinde Heere gehört, welche ihrerseits Teil der Samtgemeinde Baddeckenstedt im Landkreis Wolfenbüttel in Niedersachsen ist.

## Geografie
Folgende Orte umgeben die Bierbaumsmühle:
- Osterlinde im Norden
- Groß Elbe im Nordosten
- Klein Elbe im Osten
- Ringelheim und Haverlah im Südosten
- Sehlde im Südsüdosten
- Groß Heere im Südsüdwesten
- Klein Heere im Südwesten
- Sillium im Westen
- Baddeckenstedt im Nordwesten
- Oelber am weißen Wege im Nordnordwesten

Die Bierbaumsmühle liegt an der Innerste nordöstlich des Hainbergs. Sie besteht aus dem ehemaligen Mühlengelände und wenigen weiteren Wohnhäusern.

## Geschichte
Mitte des 19. Jahrhunderts hatte die Bierbaumsmühle mit Ludwig Mackensen denselben Besitzer wie die Graupenmühle in Rhene. Sie war lange Zeit ein wichtiger Arbeitgeber in der Gemeinde Heere. Inzwischen ist die Mühle nicht mehr in Betrieb. Heute befindet sich dort ein Lager der AGRAVIS Raiffeisen AG.

## Wirtschaft und Infrastruktur

### Verkehrsanbindung
Nur etwa 200 Meter nordöstlich der Bierbaumsmühle liegt die Bundesstraße 6, die Hildesheim und Baddeckenstedt im Nordwesten mit Salzgitter-Bad und Goslar im Südosten verbindet. Weiterhin führt eine Nebenstraße zur Landesstraße 496 nach Klein Heere.
Der nächstgelegene Bahnhof befindet sich in Baddeckenstedt an der Bahnstrecke Hildesheim–Goslar.

## Persönlichkeiten
- Ernst Mackensen (* 1846 in Bierbaumsmühle; † 7. Dezember 1892 in Bad Sachsa), Politiker und Mitglied des Preußischen Abgeordnetenhauses.